# That's How You Write a Song
That's How You Write a Song è un singolo del cantante bielorusso naturalizzato norvegese Alexander Rybak, pubblicato il 15 gennaio 2018.
Scritto da Rybak stesso, il brano è stato selezionato per il Melodi Gran Prix 2018, processo di selezione norvegese per l'Eurovision Song Contest. Nella serata finale del programma è stato proclamato vincitore del programma, avendo ottenuto il massimo dei punteggi da parte della giuria internazionale e del pubblico. Questo gli ha concesso il diritto di rappresentare la Norvegia all'Eurovision Song Contest 2018, a Lisbona, in Portogallo, dove si è classificato quindicesimo.

## Tracce
Download digitale
1. That's How You Write a Song – 3:00

## Classifiche
| Classifica (2018) | Posizione massima |
| ----------------- | ----------------- |
| Belgio (Fiandre)  | 44                |
| Norvegia          | 28                |